# Enric Esteve i Mollà
Enric Esteve i Mollà (València, 1947) és un empresari i dinamitzador cultural valencià, president de Lo Rat Penat des de 1996.

## Biografia
Ha ocupat diversos càrrecs a empreses públiques i privades, vinculades a l'àmbit de la cultura. Així ha sigut director general del València CF en les Ciutats Esportives, ha sigut membre del Consell Nacional del Patrimoni Històric-Artístic del Ministeri de Cultura, secretari del Patronat de la Real Acadèmia de Cultura Valenciana, president del Patronat Nacional del Misteri d'Elx, i també director general del Patrimoni Artístic de la Generalitat Valenciana, que li va permetre ser vicepresident 3r de la Diputació de València. En l'àmbit faller ha sigut president de la Falla Pizarro-Cirilo Amorós i fundador de la Falla Isabel la Catòlica-Cirilo Amorós.
Políticament ha estat vinculat a Unió Valenciana i al Partit Popular, partit pel qual va ser regidor i tinent d'alcalde a Meliana en diferents legislatures. També va ser vicepresident de la Diputació de València en l'època en què es portà a terme la trama Imelsa.
Des de 1996 és president de la Societat d'Amants de les Glòries Valencianes Lo Rat Penat, sent reelegit per última volta l'11 de maig de 2012. Com a president de la centenària associació cultural, en la dècada de 2010 va iniciar un procés d'acostament entre els plantejaments de la RACV i Lo Rat Penat per una banda, i la Universitat de València i l'Acadèmia Valenciana de la Llengua per l'altra, fet que li va provocar crítiques i atacs des dels qui defenen les postures més intransigents del blaverisme.
En febrer de 2014, després que el PP s'alineara amb les tesis del blaverisme arran la publicació del Diccionari normatiu valencià de l'Acadèmia Valenciana de la Llengua, va demanar públicament que es cremara el text en les falles, en considerar-lo una traïció de l'AVL.
En maig de 2015 el seu nom va aparéixer vinculat junt amb el d'Alfonso Rus en la trama de corrupció Imelsa, per banquets i dinars pagats per l'empresa pública, carregats per Enric Esteve com a despeses de representació.